# Championnats de France de paratriathlon
Les championnats de France de paratriathlon sont une compétition annuelle de triathlon handisport organisée par la Fédération française de triathlon. La première édition s'est tenue en 2013 pour sept catégories de handicaps. Depuis 2014, cinq catégories (masculines et féminines) concourent pour autant de titres de champion de France lors d'une même course se disputant sur la distance S.

## Historique des classifications
Après avoir connu sept catégories la première année (de TR1 à TR5, plus T6A et T6B), le championnat répartit ses titres sur cinq catégories de handicap suivant une classification précise en fonction de la nature des déficiences physiques (l'acronyme PT désignant les classes du paratriathlon, dans la classification internationale des sports), établie en 2014 par la Fédération internationale de triathlon en vue de l'intégration aux Jeux paralympiques. Les cinq classes sont définies de PT1 à PT5

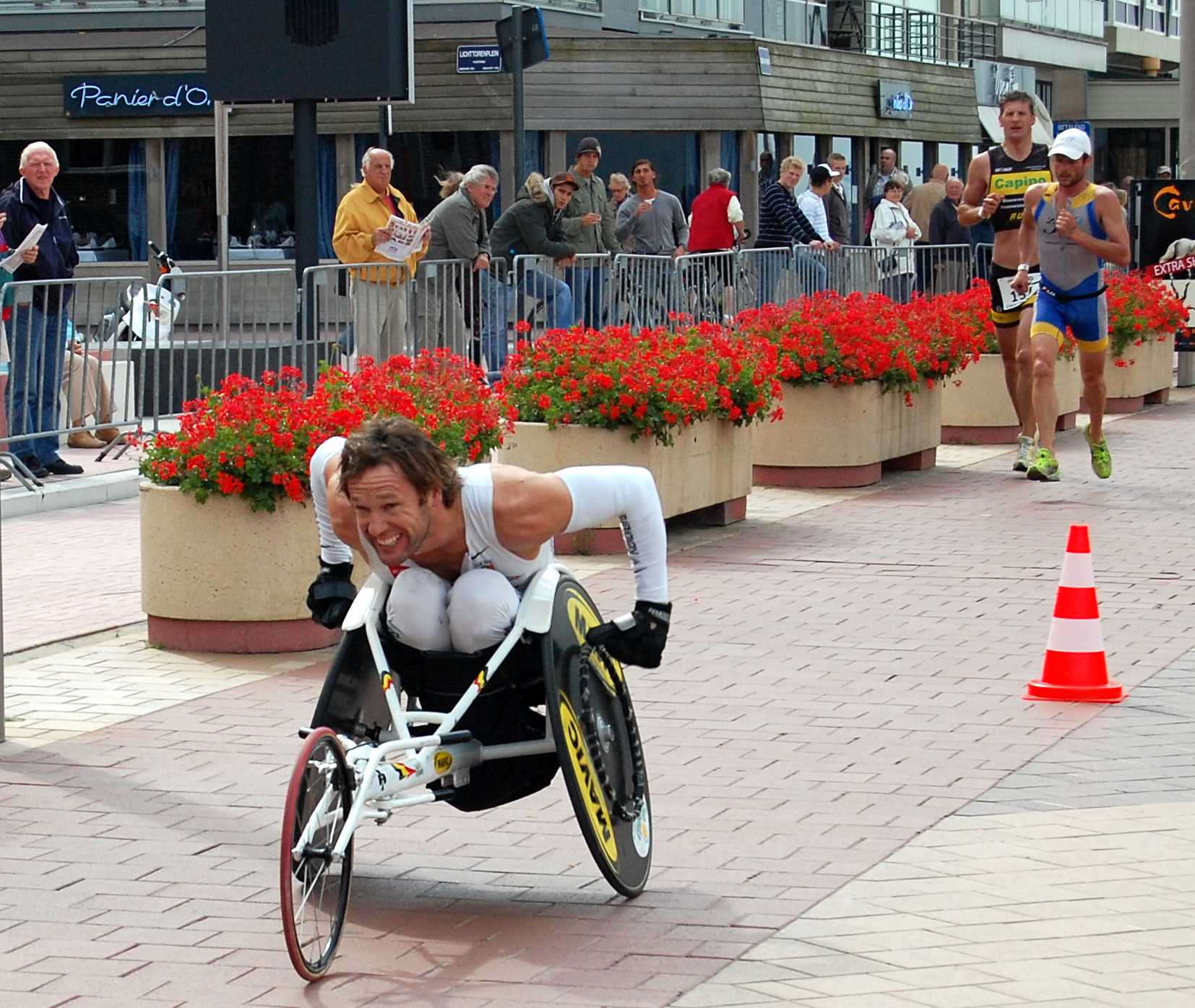
Marc Herremans, paratriathlète belge en 2008, sur l'épreuve de course.

À partir de  2017, une nouvelle catégorisation est adoptée par la fédération internationale. Cette classification met plus l'accent sur la gravité du handicap que sur sa spécificité. Elle se décompose en six catégories principales et quelques sous classe. Leurs intitulés identiques pour les hommes et les femmes est également modifiés et se définissent de la sorte :
- PTWC : paratriathlète utilisant un vélo couché et un fauteuil roulant sur les segments de courses avec deux sous classe :
  - H1 : Athlètes aux capacités les plus altérées
  - H2 : Athlètes aux capacités les moins altérées
- PTS2 : paratriathlète  présentant des déficiences physique graves  utilisant une prothèses homologué ou autres appareils de soutien en vélo et course à pied.
- PTS3 : paratriathlète présentant des déficiences importantes. Dans les deux segments, vélo et course, l'athlète peut utiliser des prothèses approuvées ou autres dispositifs de soutien.
- PTS4 : paratriathlète présentant déficiences modérées. Dans les deux segments, vélo et course, l'athlète peut utiliser des prothèses ou autres dispositifs de soutien
- PTS5 : paratriathlète  présentant des déficiences légères. Dans les deux segments, vélo et course, l'athlète peut utiliser des prothèses approuvées ou autres dispositifs de soutien
- PTVI :  Déficience visuelle totale ou partielle avec trois sous-classe. Un guide est obligatoire sur toute la course, le segment de vélo est effectué en tandem : 
  - B1 : les  athlètes qui sont totalement aveugles, aucune perception de la lumière dans les deux yeux.
  - B2 : les  athlètes ayant une perception de la lumière.
  - B3 : les athlètes ayant une déficience visuelle importante.

## Organisation
Depuis sa première édition, la course réunit tous les paratriathlètes dans une course mixte et prenant un même départ, pour concourir sur une épreuve au format S (sprint), soit 750 m de natation, 20 km de vélo et 5 km de course.
Ce championnat est l'unique course française de paratriathlon ouverte à toutes les catégories de paratriathlètes. Il n'y a pas de qualificatif pour prendre part, permettant ainsi de créer un vaste rassemblement de paratriathlètes français. En 2018, les effectifs de la course sont en progression notamment au niveau féminin.

## Palmarès
Ces tableaux présentent les noms des champions et championnes de France de paratriathlon dans chaque catégorie de handicap.

### Hommes
| Année | Lieu     | TR1                    | TR2           | TR3                  | TR4                     | TR5            | T6A             | T6B                    |
| ----- | -------- | ---------------------- | ------------- | -------------------- | ----------------------- | -------------- | --------------- | ---------------------- |
| 2013  | Besançon | Ahmed Andaloussi (1/3) | David Peiffer | Geoffrey Wersy (1/3) | Yannick Bourseaux (1/4) | Stéphane Leroy | Fabien Blanchet | Arnaud Grandjean (1/3) |

| Année | Lieu             | PT1                    | PT2                  | PT3                | PT4                     | PT5                    |
| ----- | ---------------- | ---------------------- | -------------------- | ------------------ | ----------------------- | ---------------------- |
| 2014  | La Ferté-Bernard | Ahmed Andaloussi (2/3) | Geoffrey Wersy (2/3) | Lionel Hiffler     | Yannick Bourseaux (2/4) | Régis Dublanchet       |
| 2015  | Cambrai          | Sébastien Declerck     | Stéphane Bahier      | Franck Paget (1/2) | Yannick Bourseaux (3/4) | Arnaud Grandjean (2/3) |
| 2016  | Montluçon        | Ahmed Andaloussi (3/3) | Geoffrey Wersy (3/3) | Franck Paget (2/2) | Yannick Bourseaux (4/4) | Arnaud Grandjean (3/3) |

| Année | Lieu             | PTWC                   | PTS2                 | PTS3                   | PTS4                      | PTS5                    | PTVI                    |
| ----- | ---------------- | ---------------------- | -------------------- | ---------------------- | ------------------------- | ----------------------- | ----------------------- |
| 2017  | Gravelines       | Alexandre Paviza (1/4) | Stéphane Bahier      | Michaël Herter (1/4)   | Alexis Hanquinquant (1/6) | Yannick Bourseaux (1/2) | Arnaud Grandjean (1/2)  |
| 2018  | Gravelines       | Alexandre Paviza (2/4) | Jules Ribstein (1/3) | Michaël Herter (2/4)   | Alexis Hanquinquant (2/6) | Antoine Besse (1/4)     | Arnaud Grandjean (2/2)  |
| 2019  | Montluçon        | Alexandre Paviza (3/4) | Geoffroy Wersy (1/3) | Cédric Denuzière (1/4) | Alexis Hanquinquant (3/6) | Pierre-Antoine Baele    | Antoine Pérel           |
| 2020  | Quiberon         | Alexandre Paviza (4/4) | Jules Ribstein (2/3) | Michaël Herter (3/4)   | Alexis Hanquinquant (4/7) | Yannick Bourseaux (2/6) | Thibaut Rigaudeau (1/4) |
| 2021  | St-Jean-de-Monts | Louis Noël (1/4)       | Jules Ribstein (3/3) | Michaël Herter (4/4)   | Alexis Hanquinquant (5/6) | Antoine Besse (2/4)     | Thibaut Rigaudeau (2/4) |
| 2022  | St-Jean-de-Monts | Louis Noël (2/4)       | Geoffroy Wersy (2/3) | Cédric Denuzière (2/4) | Alexis Hanquinquant (6/6) | Antoine Besse (3/4)     | Thibaut Rigaudeau (3/4) |
| 2023  | St-Jean-de-Monts | Louis Noël (3/4)       | Geoffroy Wersy (3/3) | Cédric Denuzière (3/4) | Grégoire Berthon          | Thibaut Reby            | Thibaut Rigaudeau (3/4) |
| 2024  | St-Jean-de-Monts | Louis Noël (4/4)       | Sylvain Fernandez    | Cédric Denuzière (4/4) | Pierre-Antoine Baele      | Antoine Besse (4/4)     | Maxime Gayet            |

### Femmes
| Année | Lieu     | TR1 | TR2 | TR3              | TR4               | TR5 | T6A | T6B |
| ----- | -------- | --- | --- | ---------------- | ----------------- | --- | --- | --- |
| 2013  | Besançon | -   | -   | Élise Marc (1/3) | Édith Dasse (1/2) | -   | -   | -   |

| Année | Lieu             | PT1 | PT2              | PT3               | PT4                    | PT5                     |
| ----- | ---------------- | --- | ---------------- | ----------------- | ---------------------- | ----------------------- |
| 2014  | La Ferté-Bernard | -   | -                | Édith Dasse (2/2) | Gwladys Lemoussu (1/3) | Marlène Lebrun          |
| 2015  | Cambrai          | -   | Élise Marc (2/3) | -                 | Gwladys Lemoussu (2/3) | Annouck Curzillat (1/2) |
| 2016  | Montluçon        |     | Élise Marc (3/3) | Manon Genest      | Gwladys Lemoussu (3/3) | Annouck Curzillat (2/2) |

| Année | Lieu             | PTWC               | PTS2                   | PTS3               | PTS4                   | PTS5                   | PTVI                    |
| ----- | ---------------- | ------------------ | ---------------------- | ------------------ | ---------------------- | ---------------------- | ----------------------- |
| 2017  | Gravelines       | Mona Francis (1/6) | NA                     | NA                 | NA                     | Gwladys Lemoussu (1/7) | Annouck Curzillat (1/6) |
| 2018  | Gravelines       | NA                 | Cécile Saboureau (1/2) | NA                 | NA                     | Gwladys Lemoussu (2/7) | Annouck Curzillat (2/6) |
| 2019  | Montluçon        | NA                 | NA                     | NA                 | Coline Grabinski (1/2) | Gwladys Lemoussu (3/7) | Annouck Curzillat (3/6) |
| 2020  | Quiberon         | Mona Francis (2/6) | Cécile Saboureau (2/2) | Élise Marc (1/3)   | Coline Grabinski (2/2) | Sandra Chaleteix       | Annouck Curzillat (4/6) |
| 2021  | St-Jean-de-Monts | Mona Francis (3/6) | NA                     | NA                 | NA                     | Gwladys Lemoussu (4/7) | Annouck Curzillat (5/6) |
| 2022  | St-Jean-de-Monts | Mona Francis (4/6) | NA                     | Élise Marc (2/3)   | Marie Delatour (1/2)   | Gwladys Lemoussu (5/7) | Annouck Curzillat (6/6) |
| 2023  | St-Jean-de-Monts | Mona Francis (5/6) | NA                     | Élise Marc (3/3)   | Camille Sénéclauze     | Gwladys Lemoussu (6/7) | Héloïse Courvoisier     |
| 2024  | St-Jean-de-Monts | Mona Francis (6/6) | NA                     | Luan Mazet-Vignaud | Marie Delatour (2/2)   | Gwladys Lemoussu (7/7) | Fanny Bourdelas         |